# Узкоредкий
Узкоредкий — остров на озере Чаны в Новосибирской области России. Особо охраняемая природная территория.

## Растительный мир
Растительные сообщества памятника природы представлены осиново-березовым разнотравным лесом, разнотравно-злаковой луговой степью и тростниковым болотом.
Здесь произрастают 76 видов высших сосудистых растений, из них 1 считается редким.

## Животный мир
На территории острова обитают 22 вида млекопитающих, 95 видов птиц, 4 вида земноводных, 4 вида пресмыкающихся и 136 видов беспозвоночных животных.
4 вида животных занесены в Красную книгу Новосибирской области, ещё 2 вида животных (чеграва, черноголовый хохотун) — В Красную книгу России.

## Экологические проблемы
Летом 2012 года остров пострадал от рукотворного низового пожара, последствия которого стали очевидны в июне 2013 года — был нанесён ущерб почкам травянистых растений и зимующим побегам, более уязвимыми для огненной стихии оказались почки и цветоносные побеги, о чём свидетельствовало отсутствие цветения обычных для этих мест пионов, горичника, клубники и т. д.
Огнём были уничтожены кустарники, подрост и нижние ветки деревьев, что особенно было заметно на опушках леса, на которых ранее гнездились певчие птицы, покинувшие эти места после пожара.
До подземного основания выгорели муравейники вида Formica rufa, которые встречаются на многих островах озера Чаны.